# Piotr Stecki
Piotr Stecki herbu Radwan – podsędek ziemski włodzimierski, komornik graniczny czernihowski w 1757 roku, konsyliarz województwa czernihowskiego w konfederacji barskiej.